# ネイビー・シールズ (1990年の映画)
『ネイビー・シールズ』（Navy SEALs）は1990年に公開されたチャーリー・シーン、マイケル・ビーン主演、アメリカ海軍の特殊部隊Navy SEALsの活動を描いたアクション映画。

## あらすじ
地中海で米海軍の空母フォレスタルの艦載ヘリがレバノンの過激派グループの小型戦闘艇に撃墜され、ヘリクルーたちが人質となった。
その頃、米国東部、軍都ノーフォークの海岸では、不安に苛まれるビリー・グレアムの結婚式を目前にデイル・ホーキンスが海で酔いつぶれており、ジェームズ・カランは二人の世話を焼くのだった。結婚式で花嫁ジョーがヴァージンロードに歩みを進めるまさにその途上、花婿のグレアムを含む男達のポケットベルが一斉に鳴りだす。出動命令を受けた彼らは、足早に教会を立ち去る。
地中海東部の某所にある、過激派グループの拠点に連れてこられたヘリ搭乗員達は、指導者のベン・シャヒードの命により即座に人質1名が殺害され、残りも皆殺しにされそうになる。だが次の瞬間、パイロットたちを救ったのはアメリカ海軍特殊部隊「ネイビー・シールズ」だった。隊長のカラン大尉率いるバッド・カルマ隊は人質を救い出し速やかに救出地点へと向かう。戦闘中にホーキンス中尉とグレアムは、過激派グループの手に渡った米国製の携帯式地対空ミサイル「スティンガー」を発見する。ホーキンスはそれらを手榴弾で破壊しようと試みたが失敗。やむなく、空母へ帰還する。ヘリ搭乗員はシールズに感謝するが、カランは「存在しないものに礼を言うな」「自分たちのことは忘れろ」と返す。
その後、帰還したシールズ隊員たちは海軍情報局による調査を受ける。カランは、事前情報が間違っていたことに憤る。一方、政府・軍首脳たちは過激派グループの手に渡ったスティンガーミサイルを破壊してこなかったことで、会議の席上カランを咎める。カランたちの直属の上官であるダン大佐はこのことを気にするなと言って宥めた。カランは休暇を与えられるが、その間も仕事のことが忘れられない。
ほどなく、ミサイル奪還作戦が立案され、レバノン行きの貨物船を潜水艦で追跡する。海中から貨物船に潜入するが、ミサイル積載の証拠は得られない。
カランは、レバノン事情に精通したジャーナリストのクレア・ヴァレンズを訪ね、それとなくアル・シュハダ派の首魁シャヒードについて聞きだそうとするが、彼女は米軍のミサイルが奪われているらしいことも知っていた。カランはクレアに、過酷なシールズの訓練の様子を見学させて懐柔し、ミサイルの情報を得ようとする。しかし、クレアは本当に知らないと答えるだけだった。クレアとカランは一緒に夕食を楽しむが、その席に割り込んだホーキンスは、カランを基地に呼び出させ、クレアに接近しようとする。ホーキンスの嘘に気付いたカランは、彼を見つけると真意を話し、彼女に失礼なことをしないよう釘を刺す。
スティンガーを用いた民間旅客機撃墜テロの発生に焦るカランは、クレアを訪ねて協力を求める。彼女から得た情報を基に情報屋誘拐作戦を立案実行するが、シールズは過激派グループとの戦闘に陥り、ついにホーキンスの判断ミスで戦友のグレアムを亡くしてしまう。グレアムの婚約者ジョーの悲しみは深く、死の状況さえも教えられない海軍に対する行き場のない悲しみや怒りをカランにぶつける。隊員たちは酒場でグレアムに乾杯を捧げるが、責任を感じていない様子のホーキンスへ不満を持ったカランは離席してしまう。
静かな決意を持ったカランはクレアの自宅に行き、二人は一夜を共にする。翌朝、米軍はついにシーア派の学校に隠されたスティンガーミサイルの在処を掴んだ。シールズは満を持して、空母コーラル・シーからベイルートへのミサイル破壊任務へと向かう。現地の案内人に導かれて、様々な勢力が入り混じる戦闘地帯を潜行する中でゴッドが戦死。ようやく目標に到達してカランたちが建物に侵入するが、激しい戦闘となり、さらに夜が明けて苦戦する中、ついにカランが重傷を負った。ホーキンスは今すぐ爆破せよというカランの命令に背き、彼を命がけで救出する。間一髪で救出に成功し、爆破にも成功すると一行は乗用車を強奪して海岸へ離脱しようとする。米海軍の潜水艦との合流時刻が迫る中、武装勢力やテロリストたちは執拗にシールズ隊員に襲い掛かり、さらにホーマー・レクサーが戦死する。生き残って海に泳ぎ出た4人はボートで追って来たテロリストを殲滅させると、そこに戻ってきた米潜水艦が現れるのだった。

## スタッフ
- 製作：ブレンダ・フェイゲン、バーナード・ウィリアムス
- 監督：ルイス・ティーグ
- 脚本：チャック・ファーラー、ゲイリー・ゴールドマン
- 音楽：シルヴェスター・リーヴァイ
- 撮影：ジョン・A・アロンゾ
- 編集：ドン・ジンマーマン

## 出演
| 役名                       | 俳優                             | 日本語吹替        | 日本語吹替                                                  |
| 役名                       | 俳優                             | VHS版             | テレビ朝日版                                                |
| -------------------------- | -------------------------------- | ----------------- | ----------------------------------------------------------- |
| デイル・ホーキンス         | チャーリー・シーン               | 志垣太郎          | 堀内賢雄                                                    |
| ジェームズ・カラン         | マイケル・ビーン                 | 池田秀一          | 田中秀幸                                                    |
| クレア・ヴァレンズ         | ジョアンヌ・ウォーリー＝キルマー | 高島雅羅          | 小山茉美                                                    |
| ホーマー・レクサー         | シリル・オライリー               | 牛山茂            | 目黒裕一                                                    |
| フロイド・デイン（ゴッド） | ビル・パクストン                 | 谷口節            | 堀之紀                                                      |
| ビリー・グレアム           | デニス・ヘイスバート             | 大塚明夫          | 屋良有作                                                    |
| ラモス                     | ポール・サンチェス               | 沢木郁也          | 長島雄一                                                    |
| ジェームズ・レアリー       | リック・ロソヴィッチ             | 納谷六朗          | 小室正幸                                                    |
| ベン・シャヒード           | ニコラス・カデ                   | 吉水慶            | 真実一路                                                    |
| ダン大佐                   | ロン・ジョセフ                   | 池田勝            | 福田信昭                                                    |
| ジョリーナ（ジョー）       | S・エパサ・マーカーソン          | 一城みゆ希        | さとうあい                                                  |
| スティンソン               | アイラ・ウィーラー               | 小林清志          | 有本欽隆                                                    |
| エリオット・ウエスト       | ビル・コート                     | 宮田光            | 村松康雄                                                    |
| コーカー提督               | リチャード・ヴェンチャー         | 加藤正之          | 青森伸                                                      |
| ジム・エルモア             | マーク・カールトン               | 稲葉実            | 茶風林                                                      |
| マティーン将軍             | ロン・フェーバー                 | 北村弘一          | 塚田正昭                                                    |
|                            |                                  |                   |                                                             |
| 演出                       |                                  | 中野寛次          | 壷井正                                                      |
| 翻訳                       |                                  | 岩佐幸子          | たかしまちせこ                                              |
| 調整                       |                                  | 荒井孝            | 高橋久義                                                    |
| 効果                       |                                  | リレーション      | VOX                                                         |
| 選曲                       |                                  |                   | 猪飼和彦                                                    |
| プロデューサー             |                                  | 吉岡美恵子 小柳剛 | 松田佐栄子                                                  |
| 制作                       |                                  | 東北新社          | グロービジョン                                              |
| 備考                       |                                  | DVDには未収録     | 初回放送 1993年7月4日 『日曜洋画劇場』 再放送『ザ・シネマ』 |

・民放ではテレビ朝日版が再放送されることが多い